# Lilla Sportspegeln
Lilla Sportspegeln är ett barnprogram i SVT med sportinriktning. Inslagen sänds numera i SVT Barn på måndagar och torsdagar klockan 19.15, som del av programmet Lilla Aktuellt. Hela programmet publiceras även i SVT Play och SVT Barn. Programledare är Louise C Andersson (sedan 2021) och Ken Gerhardsson (sedan 2022).

## Historik
Programmet visades för första gången i TV2 måndagen den 5 september 1983 klockan 18.15–18.45. Den 1 oktober 1977 hade Sportnytt börjat sändas dagligen i SVT. Men många föräldrar klagade över att programmet visades för sent om kvällarna.
Förutom reportage har programmet också bland annat innehållit tävlingar, där barn och ungdomar deltar och först skall svara på frågor om sport och sedan kasta bollar i hål för att vinna priser. Det har även förekommit teckningstävlingar. Ett populärt inslag blev från 1986 animerade kortfilmer, till exempel Tom & Jerry och senare Zoolympiska spelen.
Signaturmelodin "You Can Always Be Number One" (även Sport Goofy Theme), komponerad 1983 av Dale Gonyea och insjungen av Lora Mumford, användes fram till 1993 års 10-årsjubileum. Då bytte man till en svenskspråkig version – "Du kan alltid bli nummer ett" – insjungen av en ung Robin Carlsson.
I juni 2007 började Lilla Sportspegeln sända extraprogrammet Lillas smågodis, som del av sommarlovsprogrammen på TV. Programmet handlade om det bästa som hade hänt ur den senaste säsongen av Lilla Sportspegeln.
Tidigare gjordes programmet av sportnyttredaktionen, och var då ett sportprogram för barn och ungdomar med bland andra Jan Svanlund, Christer Ulfbåge, Jacob Hård, Jane Björck och Artur Ringart som programledare. 2010 presenterade man de tre nya programledarna Stephan Yüceyatak, Cecilia Ingman och Maria Wallberg. 
Den 30 november 2017 sändes sista Lilla Sportspegeln som ett eget program i TV-tablån. Därefter blev programmet ett inslag i Lilla Aktuellts sändningar.